# Der Wald (Ostrowski)
Der Wald (russisch Лес) ist eine Komödie in fünf Aufzügen von Alexander Ostrowski. Sie erschien 1871 und wurde im selben Jahr auch uraufgeführt.

## Inhalt

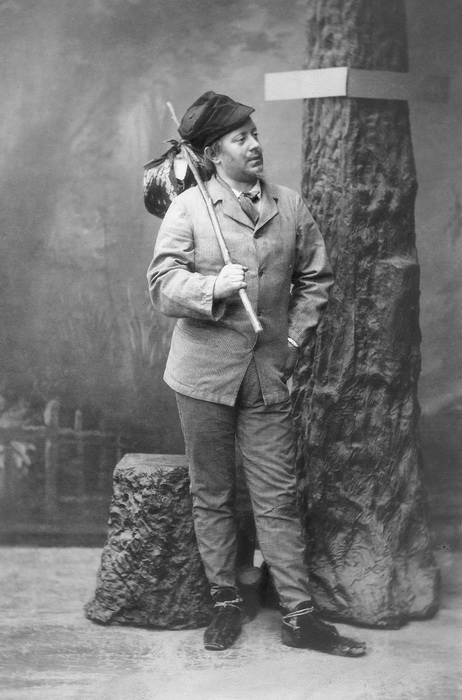
Nikolai Jakowlew als Der Glückliche in einer Inszenierung des Maly-Theaters (1898).

### Erster Akt
Axinja wohnt bei ihrer reichen Verwandten, der Witwe Gurmyschskaja. Nach deren Willen soll sie offenbar Bulanow heiraten, den mittellosen Sohn einer Freundin der Gurmyschskaja aus St. Petersburg. Auch Bulanow wohnt bei ihr. Allerdings ist Axinja nicht an dem etwas zurückgebliebenen Bulanow interessiert, ganz anders als die Gurmyschskaja, die offenbar weitergehende Interessen an dem viel Jüngeren hegt.
Ihren beiden reichen Nachbarn Milonow und Bodajew erzählt die Gurmyschskaja von einem verschollenen Verwandten, einem Neffen ihres Mannes, den sie damals mit eiserner Hand erzogen habe und der ihr heute noch dafür dankbar sei. Allerdings habe sie seit einigen Jahren nichts mehr von ihm gehört, auch wenn er ihr ab und zu Geschenke schicke.
Angeblich um Axinja bei deren Verheiratung etwas mitgeben zu können, hat die Gurmyschskaja einen Teil ihres Waldes verkauft. Um einen weiteren Teil zu verkaufen, hat sie den Holzhändler Wosmibratow einbestellt.
Gegenüber Axinja sagt sie, dass sie dafür gesorgt habe, dass Bulanow überall als ihr zukünftiger Bräutigam gelte, dies aber gar nicht der Endzweck sein müsse.

### Zweiter Akt
Im Wald trifft sich Axinja heimlich mit Pjotr, dem Sohn Wosmibratows. Sie gehen verliebt und vertraut miteinander um und diskutieren die Hindernisse, die ihnen im Weg stehen: die Gurmyschskaja und Wosmibratow.
An einer anderen Stelle im Wald treffen die beiden Fußwanderer Gennadius (der „Unglückliche“) und Arkadius (der „Glückliche“) aufeinander. Die beiden kennen sich seit Jahren und tauschen Erlebnisse aus (etwa über ihre Erfahrungen als Provinzschauspieler). Am Ende stellt sich heraus, dass Gennadius der lange verschollene Neffe von Gurmyschskaja Mann ist, der sich nun bei ihr melden will.

### Dritter Akt
Die Gurmyschskaja erzählt Bulanow von einem Traum: Ihr Neffe kehrt nach 15 Jahren zurück und sie wäre verpflichtet, finanziell für ihn zu sorgen. Zwar sei das eigentlich nicht weiter schlimm, doch „er wäre jetzt hier überflüssig“ („он теперь лишний“), da sie ihr Vermögen neu aufteilen müsste.
Just in diesem Moment tritt Gennadius ein. Er hat sich ordentlich eingekleidet und behauptet, als Oberst aus dem Dienst entlassen zu sein. Außerdem gibt er sich den Anschein, nur kurz dableiben zu wollen – allerdings wissen wir aus seinem Gespräch mit Arkadius, dass er anderes vorhat. Arkadius übrigens soll für die anderen seinen Lakai spielen.
Inzwischen ist Wosmibratow eingetroffen, um zwei Parzellen von Gurmyschskajas Wald zu kaufen. Allerdings gibt er ihr nur 2000 statt der vereinbarten 3000 Rubel. Als Gennadius dies mitbekommt, sorgt er mit aufbrausendem Verhalten dafür, dass die fehlenden 1000 Rubel ausgezahlt werden. Seine Tante ist ihm dafür auch zunächst dankbar. Später gibt sie das Geld aber an Bulanow weiter, damit er sich in der Stadt neu ausstatte.

### Vierter Akt
Arkadius kritisiert Gennadius dafür, dass er nicht das zusätzlich von Wosmibratow erlangte Geld behalten hat. Stattdessen habe er mit ansehen müssen, wie Bulanow in dessen Genuss gekommen ist. Gennadius will davon nichts wissen und jagt Arkadius davon. Dieser erzählt aus Frust der Beschließerin des Hauses, Ulita, dass beide nur umherziehende Komödianten seien und dass Gennadius nur ans Geld seiner Tante gelangen wolle.
Pjotr und Axinja sehen keinen Ausweg mehr, um die Erlaubnis für eine Heirat zu erlangen. Sie beschließen, dass Axinja beim Vetter versuchen soll, nach einer Mitgift zu fragen, die Pjotrs Vater zufriedenstellen würde.
Als Axinja darauf Gennadius ihre Lage schildert und um Hilfe bittet, gesteht er ihr, dass er selber nichts hat und nur ein armer Schauspieler ist. Axinja fühlt sich daraufhin so verloren, dass ihr alles egal ist. Gennadius möchte sie dazu überreden, zusammen mit ihm und Arkadius als Schauspieltrio durch die Welt zu tingeln.
Alles scheint sich zu Gunsten der Gurmyschskaja zu entwickeln. Axinja ist nicht aufzufinden, überhaupt wäre es der Gurmyschskaja lieber, Axinja verschwände ganz. Und nachdem ihr Ulita erzählt, was ihr Arkadius gebeichtet hat, sieht sie sich darin bestärkt, ihren unverhofft eingetroffenen Neffen Gennadius so schnell wie möglich wieder wegzuschicken. Daraufhin geht sie mit Bulanow spazieren und gesteht ihm, dass sie ihn liebt, woraufhin dieser übereilt Anstalten macht, sie zu küssen, aber von ihr weggestoßen wird.

### Fünfter Akt
Bulanow bittet die Gurmyschskaja um Verzeihung für seine stürmischen Anwandlungen und führt sich bereits wie der Herr im Hause auf.
Gennadius gelingt es, der Gurmyschskaja eine Schatulle mit Geld zu entwenden, die sie ihm auch überlässt, da er eine Pistole besitzt. Gemeinsam mit Arkadius will er sich auf den Weg machen. Da erscheint Axinja und schildert noch einmal ihre aussichtslose Lage. Pjotrs Vater habe die gewünschte Mitgift zwar auf 1000 Rubel gesenkt, aber er bestehe doch darauf. Gennadius fasst einen Plan.
Zum Frühstück hat die Gurmyschskaja ihre Nachbarn eingeladen, um ihnen ihren jungen Bräutigam Bulanow vorzustellen und beider Altersunterschied zu rechtfertigen. Das Zusammentreffen wird aber von Gennadius anderweitig genutzt: Er fragt vor allen Leuten, ob sie ihrer Verwandten Axinja nicht doch das kleine bisschen Mitgift geben würde. Doch sie lehnt ab und erscheint so als das Gegenteil der selbstlosen Dame, als die sie sich immer inszeniert hat. Mit großem Effekt gibt Gennadius dann selbst Axinja die 1000 Rubel, die diese an Pjotr weiterreicht, worauf dieser sie an seinen ebenfalls anwesenden Vater weitergibt. Der Vater verspricht, eine rauschende Hochzeit zu veranstalten.
Da Axinja nun doch unter der Haube ist, ziehen Gennadius und Arkadius allein weiter, um am nächstbesten Theater anzuheuern. Zum Abschied hält Gennadius noch eine eindrucksvolle Rede, die von den Abgründen des Menschseins handelt und auf die Gurmyschskaja gemünzt ist. Er zitiert dabei aus Schillers Räubern, von denen er ein Exemplar mitführt: „O Menschen, Menschen! Falsche, heuchlerische Krokodilbrut!“

## Volltext
- die Komödie im russischen Original bei Lib.ru

## Ausgaben
Alexander N. Ostrowskij: Der Wald. Komödie in fünf Akten. In: A. N. Ostrowskij: Dramatische Werke in 4 Bänden. Band 3, S. 97–208. Berlin: Aufbau-Verlag 1951.